# Демографија Албаније
Становника Албаније укупно има, по подацима из 2017. године, 3,047,987.

## Старосна структура
- 0-14 година: 24,8% (мушкарци 464.954/жене 423.003)
- 15-64 година: 66,3% (мушкарци 1.214.942/жене 1.158.562)
- 65 и више година: 8,9% (Мушкарци 148,028/жене 172,166) (процена 2006)

## Просечна старост
- Мушкарци: 28,3 година
- Жене: 29,5 година (процена 2006)
- За укупно становништво: 28.9 година

## Стопа раста становништва
Стопа раста становништва је негативна и износи − 0,65% годишње (попис из 2011).

## Стопа наталитета
15,11 рођених/1.000 становника (процена из 2006)

## Стопа морталитета
5,22 умрлих/1.000 становника (процена из 2006)

## Полна структура
- На рођењу: 1,1 мушкарац / 1 жена
- До 15 година: 1,1 мушкарац / 1 жена
- 15-64 година: 1,05 мушкараца / 1 жену
- преко 65 година: 0,86 мушкараца / 1 жену
- Укупно становништво: 1,04 мушкарац / 1 жену (процена из 2006. године)

## Стопа смртности одојчади
- За укупан број одојчади: 20,75 умрлих/1.000 живорођених
- Мушкарци: 21,2 умрлих/1.000 живорођених
- Жене: 20,27 умрлих/1.000 живорођених (процена из 2006)

## Очекивано трајање живота
- Мушкарци: 74,78 година
- Жене: 80,34 година (процена 2006)
- Укупно становништво: 77,43 година

## Стопа укупног фертилитета
2,03 деце/1 жену (процена 2006. година)

## Етничка структура
Ово је тема о којој постоји доста спорења. Различити извори дају податке који се значајно разликују. Мањинске групе тврде да је бар 30% становништва неалбанског порекла, док званична Тирана тврди да тај број не прелази 80000.
На основу пописа из 2011. год. 82,6% грађана Албаније се изјаснило да су Албанци у етничком смислу, мање од два посто испитаника се изјаснило као нека од националних мањина, а чак 15,5% становништва је одбило да се изјасни. Савет Европе је као једну од озбиљних замерки албанским властима навео и проблеме везане за попис и закон о попису 2011. год. Овај закон је предвиђао новчану казну у износу од 1.000 америчких долара у случају да се појединац на попису изјасни о својој етничкој припадности другачије него што му пише у изводу из матичне књиге. О вишедеценијској политици према националним мањинама ипак вероватно најбоље говори то да се 98,8% становништва изјаснило да говори албанским језиком, иако се само 82,6% становништва изјаснило као Албанци у етничком смислу.
Број Грка се креће од 1%, по подацима званичне статистике, до 12%, по подацима грчких организација. Процена од 12% је прецењена јер грчки извори Грцима сматрају све православне становнике Албаније, а не само Грке у етничком смислу), а према подацима INTEREG-а у Албанији има 10.000 Срба.

## Религија
Према подацима пописа из 2011 године
- Муслимани
  - сунити 56,7%
  - бекташи 2,1%
- одбило да се изјасни 16,2%
- Хришћани
  - римокатолици 10%
  - православци 6,8%
- остали 5,7%
- атеисти 2,5%

## Лингвистичка структура
албански језик је званичан — изведен из дијалекта Тоска

## Писменост
- Мушкарци: 99,2%
- Жене: 98,3%
- Укупно становништво: 98,7%